# Potres na Baliju 1979.
Potres na Baliju 1979. dogodio se u 3:58 h po lokalnom vremenu, dana 12. prosinca 1979. s magnitudom površinskog vala od 6,3. Udar se dogodio jugoistočno od obale regije Karangasem u tjesnacu Lombok i oko 60 km istočno-sjeveroistočno od Denpasara u Indoneziji. Oštećeno je do 80 posto zgrada u provinciji Karangasem, raseljeno između 15.000 i 500.000 ljudi, a cestovne veze s glavnim gradom Denpasarom nakratko su prekinute.

## Tektonika
Otok Bali čini dio Sundskog luka, koji se formirao iznad konvergentne granice gdje se Australska ploča podvlači ispod Sunda ploče. Stopa konvergencije preko linije javanske brazde iznosi 7,5 cm godišnje. Prema istoku od Bali, Sunda Arc se također pritišćuBali i Flores bazeni. Žarišni mehanizmi za potrese u blizini Balija dominantno su osjetilo potiska i na sučelju subdukcije i na sustavu potisnih rasjeda na sjeveru.
Prethodni potres od 6,5 M s sjeverno od obale Buleleng,14. srpnja 1976., izazvao 573 smrtnih slučajeva na Baliju i sličan broj raseljenih.

## Potres
Prethodni potres od 6,2 Ms 20. listopada pogodio je Mataram, glavni grad susjednog otoka Lombok, i oštetio stotine zgrada na tom otoku, kao i mnoge na Baliju. Dvije osobe su poginule, uključujući trogodišnjeg dječaka u Lomboku i trudnu majku u bolnici u Denpasaru. Epicentar potresa 20. listopada bio je približno 28 km sjeverno-sjeveroistočno od potresa 17. prosinca.
Prema Američkom geološkom zavodu (USGS), potres od 18. prosinca dogodio se 60 km (37 mi) istočno-sjeveroistočno od Denpasara na dubini od 15 km (9,3 mi). Prva izvješća lokalnih promatrača sugerirala su da se epicentar mogao nalaziti ispod stratovulkana Mount Agung, međutim indonezijske vlasti potvrdile su mjesto u tjesnacu Lombok. Udar se osjetio duž istočne obale Lomboka, iako tamo nije nanesena značajnija šteta.
Kako se potres javljao u ranim jutarnjim satima, nastala je velika panika; izvještava se da su stanovnici ostatak noći bježali na otvorena polja i plaže.

## Šteta
Izvješteno je da je osamdeset posto domova i drugih zgrada u provinciji Karangasem uništeno ili oštećeno. Uništeno je otprilike osamdeset tisuća domova, kao i 40 hinduističkih hramova, 17 tržnica, 8 škola, nekoliko džamija i javna bolnica. Sela Culik, Datah i Tisla navodno su ostala nenaseljena zbog katastrofalne štete.

## Akcije spašavanja
Indonezijska vojska uspostavila je jedanaest privremenih vojarni u pogođenom području kako bi pomogla prognanicima. Ured guvernera isporučio je raseljenim stanovnicima najmanje 25 tona riže.